# میکائل مالونتسیان
میکائل مُوسس مالونتسیان (ارمنی: Միքայել Մովսեսի Մալունցյան؛ ۲۵ آوریل ۱۹۰۳ – ۲۰ فوریهٔ ۱۹۷۳) رهبر ارکستر و موسیقی‌دان اهل ارمنستان بود. رهبر ارکستر فیلارمونیک ارمنستان بین سال‌های ۱۹۴۵ تا ۱۹۶۰ و ۱۹۶۶ تا ۱۹۶۷ میلادی بود.

## زندگی‌نامه
وی در ۲۵ آوریل ۱۹۰۳ در باکو به دنیا آمد و از کنسرواتوار دولتی وانو ساراجیشویلی تفلیس و کنسرواتوار مسکو فارغ‌التحصیل گشت. وی برندهٔ جوایزی همچون هنرمند مردمی ارمنستان شوروی (۱۹۵۶) شده‌است. وی در ۲۰ فوریهٔ ۱۹۷۳ در سن ۶۹ سالگی در ایروان درگذشت.